# 波魯巴伊
49°2′26″N 33°55′58″E / 49.04056°N 33.93278°E
波魯巴伊（烏克蘭語：Порубаї），是烏克蘭中部的村莊，隸屬波爾塔瓦州的克雷門丘克區。該村距離達比尼夫卡1公里和皮利片基1.5公里，海拔高度83米，2001年人口54。